# Shirley Temple

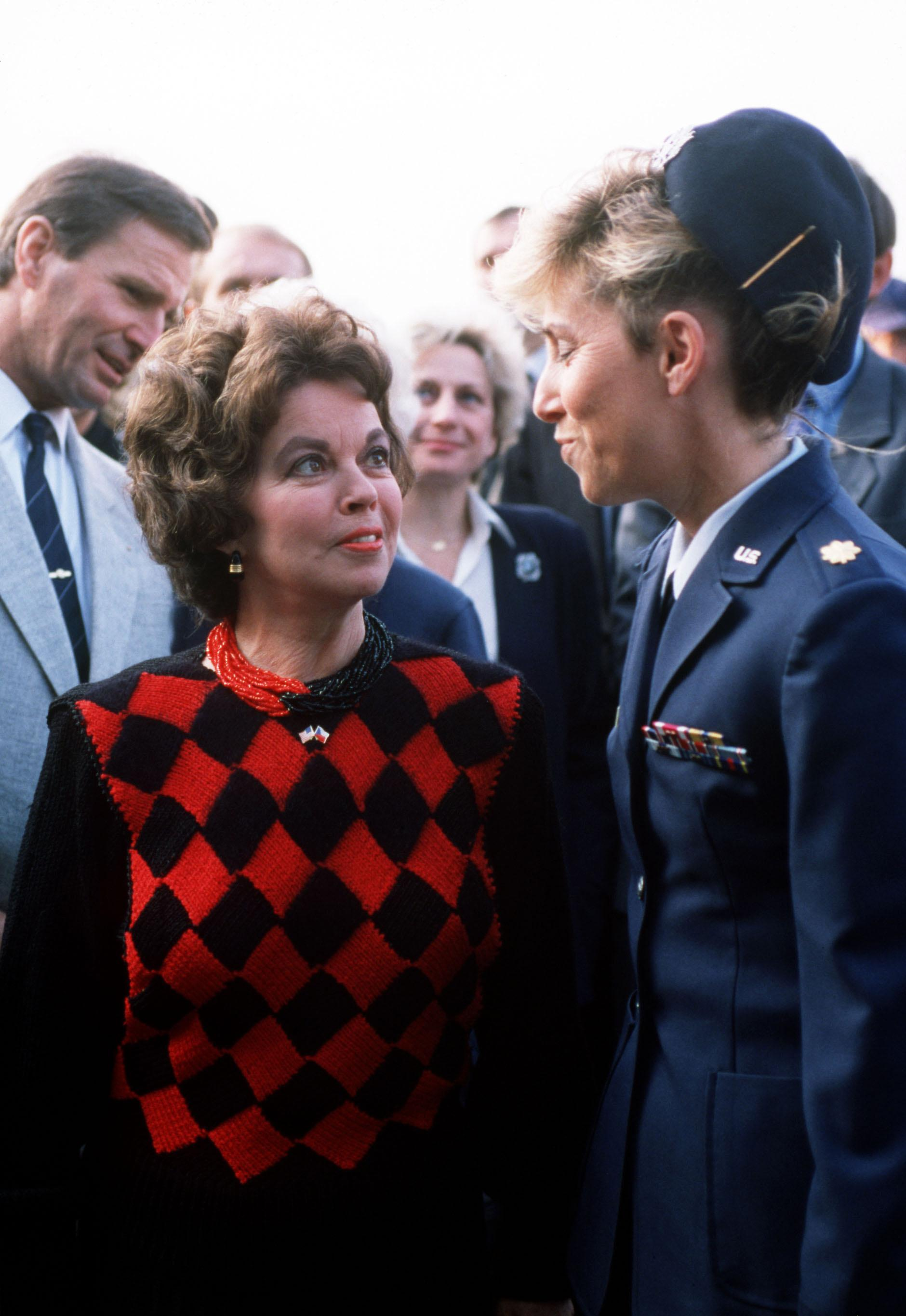
Shirley Temple (po lewej) w 1990 r.

Shirley Temple Black, właśc. Shirley Jane Temple (ur. 23 kwietnia 1928 w Santa Monica, zm. 10 lutego 2014 w Woodside) – amerykańska aktorka filmowa, piosenkarka, tancerka, businesswoman i dyplomatka. Aktorka dziecięca o światowej sławie. Zagrała łącznie w 60 filmach, głównie w latach 30. XX wieku. American Film Institute umieścił ją na osiemnastym miejscu na liście największych aktorek wszech czasów (The 50 Greatest American Screen Legends).
W 2016 została upamiętniona na znaczku pocztowym w związku z serią „Legendy Hollywoodu”.

## Życiorys
Od trzeciego roku życia chodziła do szkoły tańca. Kiedy miała cztery lata, została dostrzeżona przez Charlesa Lamonta, dyrektora drugorzędnego studia Educational Pictures, który obsadził ją w serii zatytułowanej The Baby Burlesques. Naśladowała w nich gwiazdy kina, takie gwiazdy np. Marlene Dietrich. Następnie wystąpiła w kolejnej serii – Frolics of Youth. Następnie zagrała w swoim pierwszym ważnym filmie Stand Up and Cheer (1934), który od razu stał się przebojem. Po podpisaniu siedmioletniego kontraktu z wytwórnią Fox Productions, w której wystąpiła w szeregu popularnych obrazów, m.in. Mała miss Marker (1934), Złotowłosy brzdąc (1935), Mały pułkownik (1935), Biedna, mała dziewczynka (1936), Heidi (1937), Mała miss Broadway (1938) i Mała księżniczka (1939).
W 1935 dostała Nagrodę Specjalną Akademii. Jej zarobki sięgnęły ok. 300 tys. dol. za tytuł. W filmach często bywała sierotą, odnajdującą wspaniały dom lub dzieckiem wychowywanym przez jednego rodzica, którego kojarzy z nowym partnerem. W każdej z produkcji zagrała w kilku scenkach tanecznych i zaśpiewała piosenki. Partnerowały jej w rolach dorosłych największe ówczesne gwiazdy kina, m.in. Gary Cooper, Carole Lombard i Victor McLaglen. Kiedy zaczęła dorastać, przeniosła się do wytwórni MGM, dla której nakręciła tylko jeden film. Następnie związała się kontraktem z Davidem O. Selznickiem i zagrała jako nastolatka w kilku jego filmach, jednak żaden z nich nie odniósł większego sukcesu.
W 1945 wyszła za Johna Agara, z którym wystąpiła w Forcie Apaczów (1948). W 1949 rozwiodła się i poślubiła Charlesa A. Blacka, z którym miała dwie córki: Lindę (ur. 1948) i Lori (ur. 1954) oraz syna, Charlesa (ur. 1952). W 1950 definitywnie pożegnała się z wielkim kinem i poświęciła się życiu rodzinnemu. Powróciła jako aktorka rolą w telewizyjnej serii Shirley Temple's Storybook (1958–1959), po czym rozpoczęła karierę polityczną z ramienia Partii Republikańskiej. W 1969 była delegatką USA przy Zgromadzeniu Ogólnym ONZ. W 1976 otrzymała stanowisko szefowej protokołu w administracji prezydenta Geralda Forda. Przez długi czas pracowała jako ambasadorka Stanów Zjednoczonych, pełniąc tę funkcję na placówkach w Ghanie (1974–1976) i Czechosłowacji (1989–1992).
W 1977 za całokształt twórczości aktorskiej otrzymała nagrodę od American Center of Films for Children. W 1988 opublikowała swoją autobiografię pt. „Child Star”.
Zmarła w wieku 85 lat w swoim domu w Woodside, w otoczeniu rodziny i przyjaciół. Bezpośrednią przyczyną jej śmierci była przewlekła obturacyjna choroba płuc.

## Filmografia

### krótkometrażowe
- 1932:
  - Runt Page jako Lulu Parsnips
  - War babies/Wojenna miłość jako Charmaine
  - The Pie-Covered Wagon/Na budyniowym szlaku jako Shirley
- 1933:
  - Glad Rags to Riches/Od nędzy do pieniędzy jako Nell/La Belle Diaperina
  - Kid in Hollywood/Brzdąc w Hollywood jako Morelegs Sweettrick
  - The Kid's Last Fight/Ostatnia walka brzdąca jako Shirley
  - Polly Tix in Washington/Polly Tix w Waszyngtonie jako Polly Tix
  - Dora's Dunking Doughnuts jako Shirley
  - Merrily Yours/Merry Lou psoci jako Mary Lou Rogers
  - Kid 'in' Africa/Brzdąc w Afryce jako Madame Cradlebait
  - What's to Do? jako Mary Lou Rogers
- 1934:
  - Pardon My Pups jako Mary Lou Rogers
  - Managed Money jako Mary Lou Rogers

### pełnometrażowe
- 1932:
  - Red-Haired Alibi jako Gloria Shelton
  - Kid's Last Stand jako dziewczyna
- 1933:
  - Out All Night jako dziecko
  - To the Last Man (niewymieniona w napisach)
  - Ukłoń się kochanie (?)
- 1934:
  - Carolina jako Joan Connelly
  - Mandalay jako Betty Shaw
  - As the Earth Turns jako dziecko
  - Stand Up and Cheer/Rewolucja śmiechu jako Shirley Dugan
  - Zmiana serc jako Shirley
  - Mała panna Marker jako Marthy 'Marky' Jane
  - Now I'll Tell jako Mary Doran
  - Tajemnica małej Shirley jako Shirley
  - Teraz i zawsze jako Penelope 'Penny' Day
  - Roześmiane oczy jako Shirley Blake
- 1935:
  - Mały pułkownik jako Lloyd Sherman
  - Our Little Girl/Nasze Słoneczko jako Molly Middleton
  - Złotowłosy brzdąc jako Elizabeth Blair
  - Mały buntownik jako Virgie Cary
- 1936:
  - Moja gwiazdeczka jako Helen
  - Mała biedna dziewczynka jako Barbara Barry
  - Śmieszka jako Dimples Appleby
  - Pasażerka na gapę jako Ching-Ching/Barbara Stewart
- 1937:
  - Strzelec z Bengalu jako Priscilla Williams
  - Kalif Bagdadu jako Shirley Temple na fikcyjnej premierze
  - Heidi jako tytułowa Heidi
- 1938:
  - Słowiczek jako Rebecca Winstead
  - Mała Miss Broadwayu jako Betsy Brown
  - Just Around the Corner jako Penny Hale
- 1939:
  - Mała księżniczka jako Sara Crewe
  - Zuzanna z gór Zachodu jako Susannah Sheldon
- 1940:
  - Błękitny ptak jako Mytyl
  - Young People jako Wendy
- 1941: Kathleen jako Kathleen Davis
- 1942: Miss Annie Rooney jako Annie Rooney
- 1944:
  - Od kiedy cię nie ma jako Brig Hilton
  - I'll Be Seeing You jako Barbara Marshall
- 1945: Kiss and Tell jako Corliss Archer
- 1947:
  - Honeymoon jako Barbara Olmstead
  - Kawaler i nastolatka jako Susan Turner
  - That Hagen Girl jako Mary Hagen
- 1948: Fort Apaczów jako Philadelphia Thursday
- 1949:
  - Mr. Belvedere Goes to College jako Ellen Baker Ashley
  - Przygoda w Baltimore jako Dinah Sheldon
  - The Story of Seabiscuit jako Margaret O'Hara/Knowles
  - A Kiss for Corliss jako Corliss Archer

- The Baby Burlesk (?)
- Frolics of Youth (?)
- Shirley Temple największa mała gwiazda lat 30.

### seriale TV
- 1958-1961: Shirley Temple's Storybook (11 odcinków)
- 1963: The Red Skelton Show (1 odcinek)

## Nagrody
- Nagroda Akademii Filmowej 1935 Academy Juvenile Award
- Nagroda Gildii Aktorów Ekranowych 2006 Nagroda Honorowa